# Le Moderniste Illustré

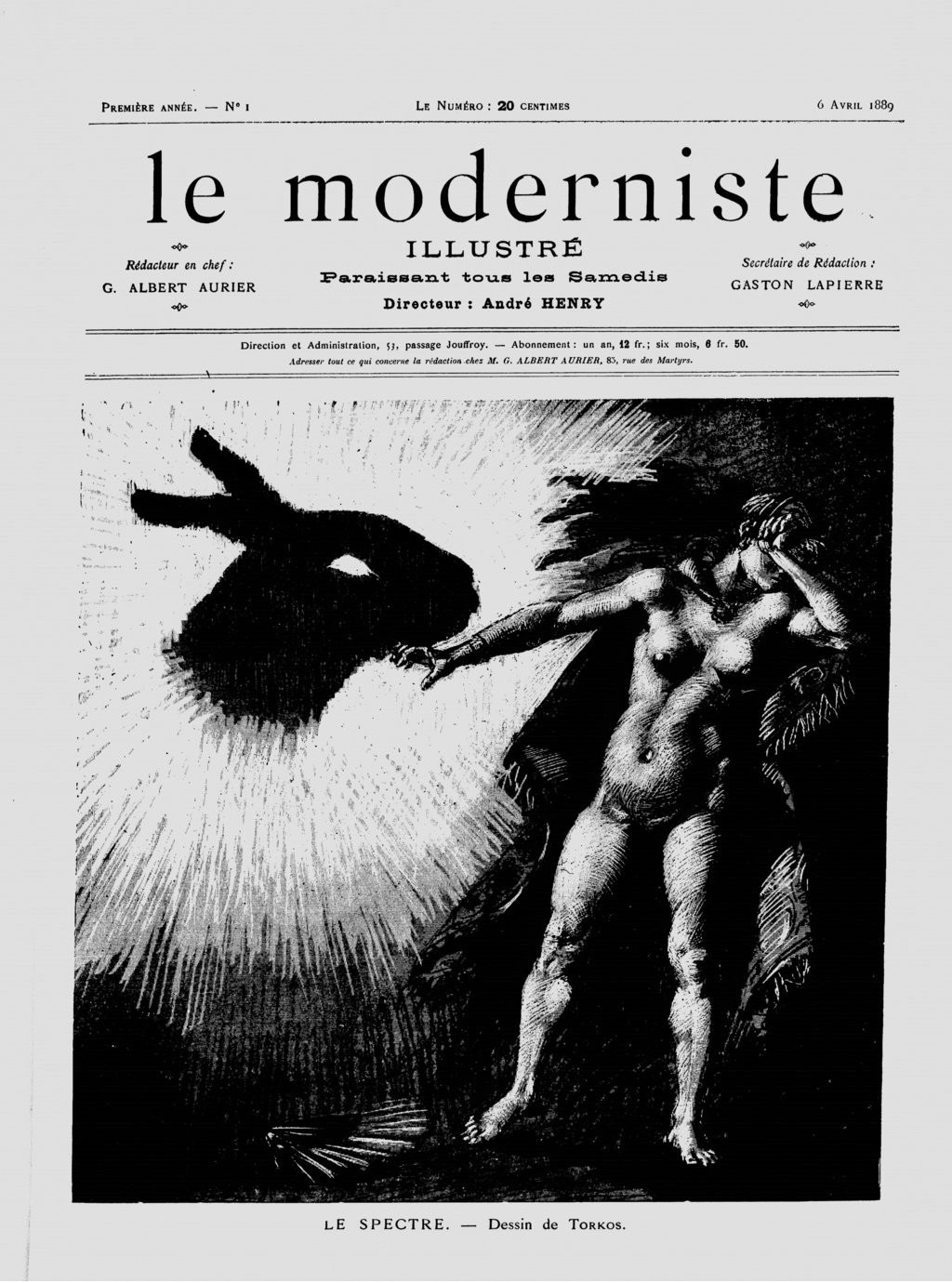
Capa da primeira edição

Le Moderniste Illustré foi uma revista ilustrada semanal publicada em Paris. Suas edições eram lançadas aos sábados, de 6 de abril a 28 de setembro de 1889. Um total de 23 edições foi produzido, tratando de arte e literatura moderna. André Henry foi o chefe de reportagem e Albert Aurier o editor-chefe. Cada exemplar era vendido por vinte centavos de franco. Em 1972, suas edições foram reimpressas em fac-símile pela Slatkine Reprints em Genebra.
A publicação é sobretudo lembrada pela crítica favorável que fez a Vincent van Gogh, assinada por Aurier, quando o nome do artista ainda não era conhecido. Em Le Moderniste, o editor descreveu as pinturas de Van Gogh como ”tremendas em seu ardor, intensidade e radiância”. Aurier mais tarde continuaria a apoiar o trabalho do pintor na revista Mercure de France.